# Saint-Vincent-de-Tyrosse
Saint-Vincent-de-Tyrosse is een gemeente in het Franse departement Landes (regio Nouvelle-Aquitaine). De gemeente telde 8.051 inwoners op 1 januari 2022. De plaats maakt deel uit van het arrondissement Dax.

Kerk van Saint-Vincent-de-Tyrosse
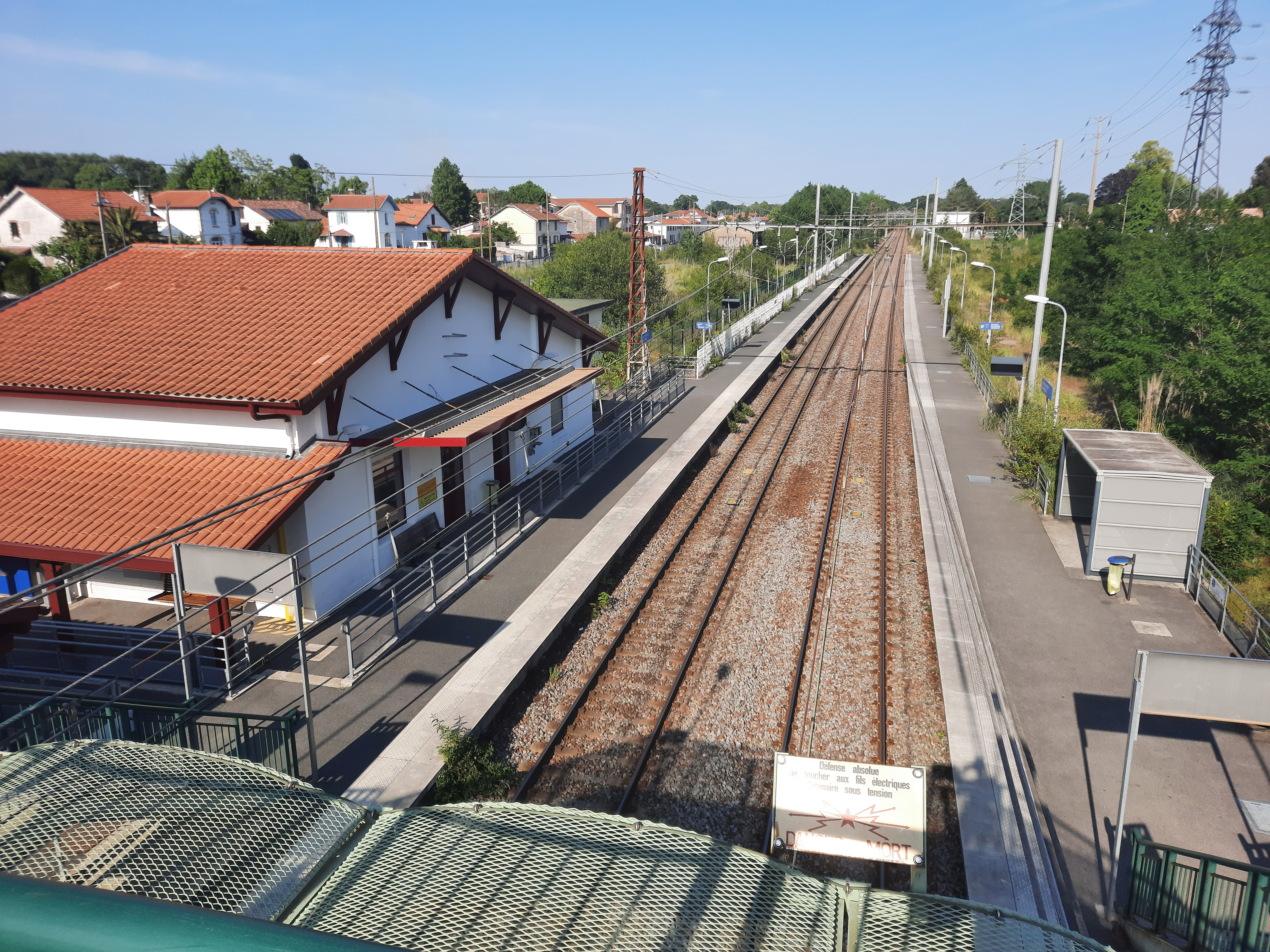
Station Saint-Vincent-de-Tyrosse

## Geschiedenis
De plaats werd voor het eerst genoemd in 843. De heren van de caverie van Maremne zetelden nabij Saint-Vincent-de-Tyrosse. Op een kruispunt van handelswegen bloeide de handel en in 1511 werd er een stopplaats van de koninklijke post geopend.
In 1836 was Saint-Vincent-de-Tyrosse een bescheiden gemeente met 637 inwoners. De bevolking leefde voornamelijk van de landbouw (maïs werd hier al verbouwd aan het einde van de 17e eeuw, wijnbouw) en veeteelt (schapen en geiten). In 1854 werd een station op de spoorlijn Parijs-Bayonne geopend en in 1862 opende een schoenfabriek. De productie van schoenen werd de voornaamste economische activiteit. Daarnaast werd er hars verwerkt die gewonnen werd in de dennenplantages van de Landes.

## Geografie
De oppervlakte van Saint-Vincent-de-Tyrosse bedroeg op 1 januari 2022 20,98 vierkante kilometer; de bevolkingsdichtheid was toen 383,7 inwoners per km².
De onderstaande kaart toont de ligging van Saint-Vincent-de-Tyrosse met de belangrijkste infrastructuur en aangrenzende gemeenten.

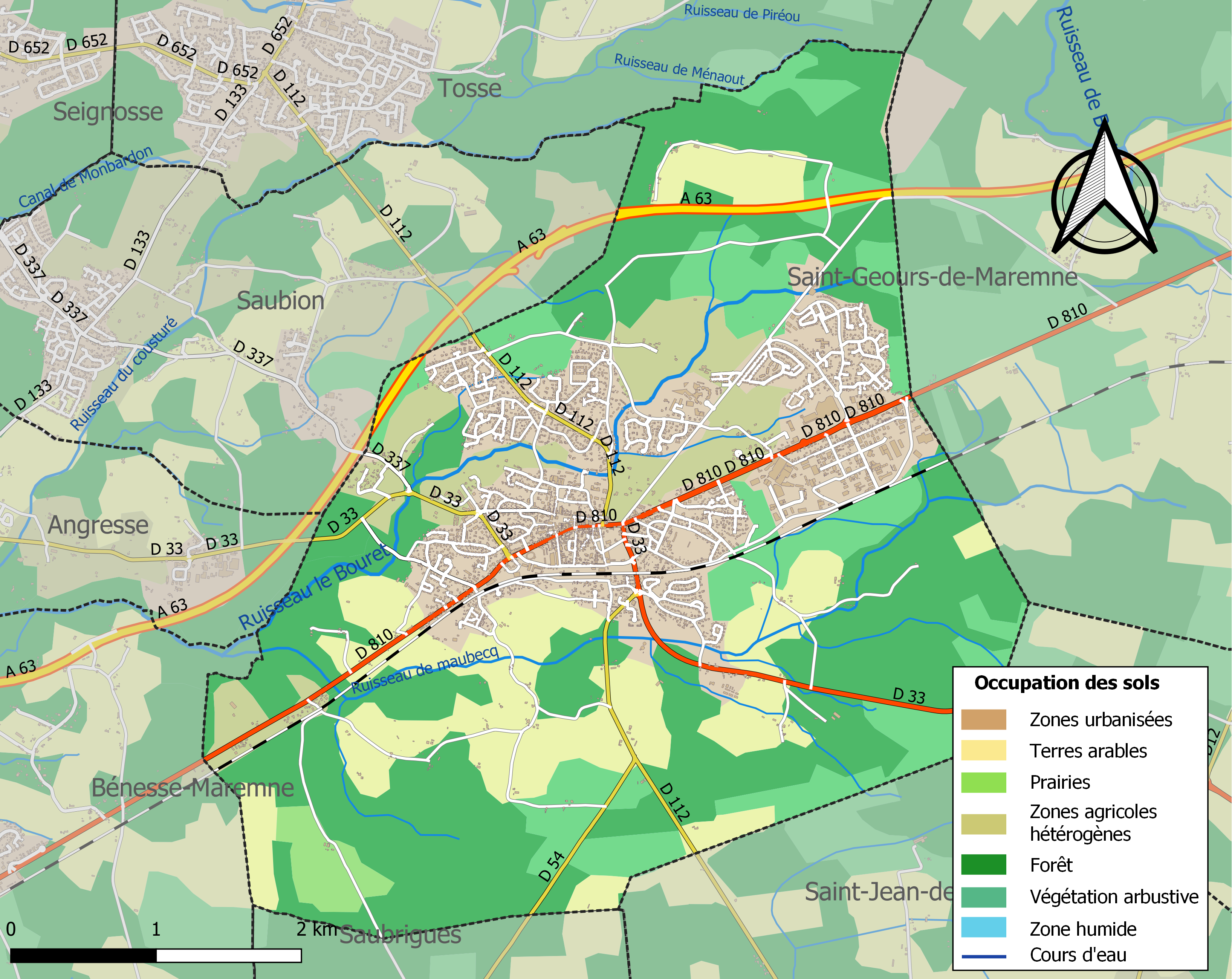

## Verkeer en vervoer
In de gemeente ligt spoorwegstation Saint-Vincent-de-Tyrosse.

## Demografie
Onderstaande figuur toont het verloop van het inwonertal (bron: INSEE-tellingen).

## Sport
Union Sportive Tyrossaise is de lokale rugbyclub die speelt in het Stade municipal de La Fougère. Daarnaast zijn de lokale stierenrennen populair.